# Klokoč (Liběšice)
Klokoč je osada, část obce Liběšice v okrese Litoměřice. Nachází se asi 4,5 kilometru severozápadně od Liběšic. Klokoč leží v katastrálním území Horní Chobolice o výměře 3,94 km².

## Obyvatelstvo
Při sčítání lidu v roce 1921 zde žilo třináct obyvatel (z toho šest mužů) německé národnosti a římskokatolického vyznání. Podle sčítání lidu z roku 1930 měla osada 22 obyvatel: jednoho Čechoslováka a 21 Němců. Všichni se hlásili k římskokatolické církvi.